# Oscar Alberto Ortiz
Oscar Alberto Ortiz (Chacabuco, Buenos Aires; 8 de abril de 1953) es un exfutbolista argentino que se desempeñaba como puntero izquierdo.
Fue internacional con la selección de fútbol de Argentina, con la que ganó la Copa Mundial de la FIFA de 1978.

## Trayectoria en clubes
Oscar Ortiz comenzó su carrera en San Lorenzo de Almagro, integrando el equipo bicampeón de Primera División en 1972 y el que obtuvo el Campeonato Nacional en 1974.
En 1976 fue transferido al Grêmio de Brasil, pero regresó al cabo de una temporada a la Argentina para jugar en River Plate, y en su paso por el club millonario conseguiría cuatro títulos, incluido un tricampeonato. Su primer éxito fue en el Torneo Metropolitano de 1977, conformando una gran dupla en ataque con Víctor Marchetti, goleador del equipo.

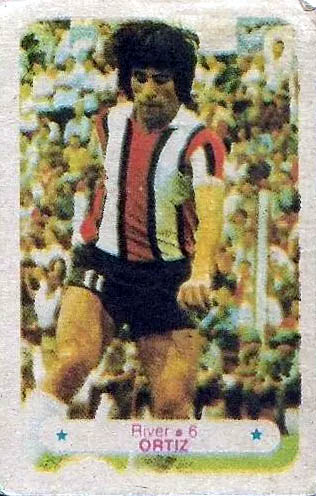
Ortiz en River Plate en 1978.

De regreso en River finalizado el Mundial, ayudó al equipo a ganar el tricampeonato de Primera División (Metropolitano 1979, Nacional 1979 y Metropolitano 1980), la tercera vez en la historia que el club logró esta hazaña.
Tras el primer torneo de 1981, Ortiz fue transferido a Huracán, donde jugó poco. Pasó luego a Independiente, donde participó en la obtención del Torneo Metropolitano 1983, finalizado el cual puso fin a su carrera profesional.
Hoy reside en la ciudad de Junin.

## Trayectoria en la selección de Argentina
En 1977 tuvo un desempeño tan destacado con River que César Luis Menotti lo sumó al plantel de la selección nacional de cara a la Copa del Mundo de 1978, disputada en Argentina. Ortiz participó en la mayoría de los encuentros y fue titular en el equipo que venció a Países Bajos por 3-1 en la final.

## Clubes
| Club          | País      | Año       | Partidos | Goles |
| ------------- | --------- | --------- | -------- | ----- |
| San Lorenzo   | Argentina | 1971-1976 | 141      | 18    |
| Grêmio        | Brasil    | 1976      | 42       | 2     |
| River Plate   | Argentina | 1977-1981 | 121      | 11    |
| Huracán       | Argentina | 1981-1982 | 25       | 0     |
| Independiente | Argentina | 1982-1983 | 30       | 0     |
| Total         | Total     | Total     | 359      | 31    |

## Participaciones con la selección

### En Copas del Mundo
| Edición                      | Sede      | Resultado | Partidos | Goles | Asistencias |
| ---------------------------- | --------- | --------- | -------- | ----- | ----------- |
| Copa Mundial de la FIFA 1978 | Argentina | Campeón   | 6        | 0     | 1           |

## Palmarés

### Campeonatos nacionales
| Título           | Club          | País      | Año    |
| ---------------- | ------------- | --------- | ------ |
| Primera División | San Lorenzo   | Argentina | M-1972 |
| Primera División | San Lorenzo   | Argentina | N-1972 |
| Primera División | San Lorenzo   | Argentina | N-1974 |
| Primera División | River Plate   | Argentina | M-1977 |
| Primera División | River Plate   | Argentina | M-1979 |
| Primera División | River Plate   | Argentina | N-1979 |
| Primera División | River Plate   | Argentina | 1980   |
| Primera División | Independiente | Argentina | 1983   |

### Campeonatos internacionales
| Título                  | Selección | Sede      | Año  |
| ----------------------- | --------- | --------- | ---- |
| Copa Mundial de la FIFA | Argentina | Argentina | 1978 |